# Kościół Najświętszej Marii Panny Wniebowziętej w Wysowej-Zdroju
Kościół Najświętszej Marii Panny Wniebowziętej w Wysowej-Zdroju – rzymskokatolicki kościół parafialny pw. Najświętszej Marii Panny Wniebowziętej, zbudowany w latach 1936–1938, znajdujący się w Wysowej-Zdroju.

## Historia
Kościół wybudowany w latach 1935–1938 według projektu prof. Zdzisława Mączeńskiego. Projekt nawiązuje do tradycji dawnego budownictwa regionalnego i opracowany został jako typowy kościół drewniany tego okresu. Odnawiany w latach 1958–1967.

## Architektura i wyposażenie
Układ wnętrza jednonawowy z węższym prezbiterium zamkniętym trójbocznie z dobudowaną zakrystią. Ściany wzniesiono w nietypowej konstrukcji zrębowo-słupowej i oszalowano. Wieża o konstrukcji słupowo-ramowej z pozorną izbicą, zwieńczona ślepą latarnią z kopułką. Nawę i prezbiterium nakrywa dach wielopołaciowy z wieloboczną sygnaturką. Po bokach nawy podcienia.
Wnętrze nakryte jest częściowo stropem płaskim, a częściowo pozornym sklepieniem kolebkowym. We wnętrzu brak polichromii.
Ołtarz główny barokowy z XVIII lub XIX w. przeniesiony z innej świątyni, z obrazem Wniebowzięcia NMP namalowanym przez Mieczysława Wyrobka. Pozostałe wyposażenie współczesne. Obok kościoła stoi dzwonnica z zabytkowym dzwonem IOANNES (200 kg). Został odlany w 1927 w Wiedniu, ufundowany przez emigrantów, dzwon wykonała Odlewnia Dzwonów Max Samassa z Wiener Neustadt.

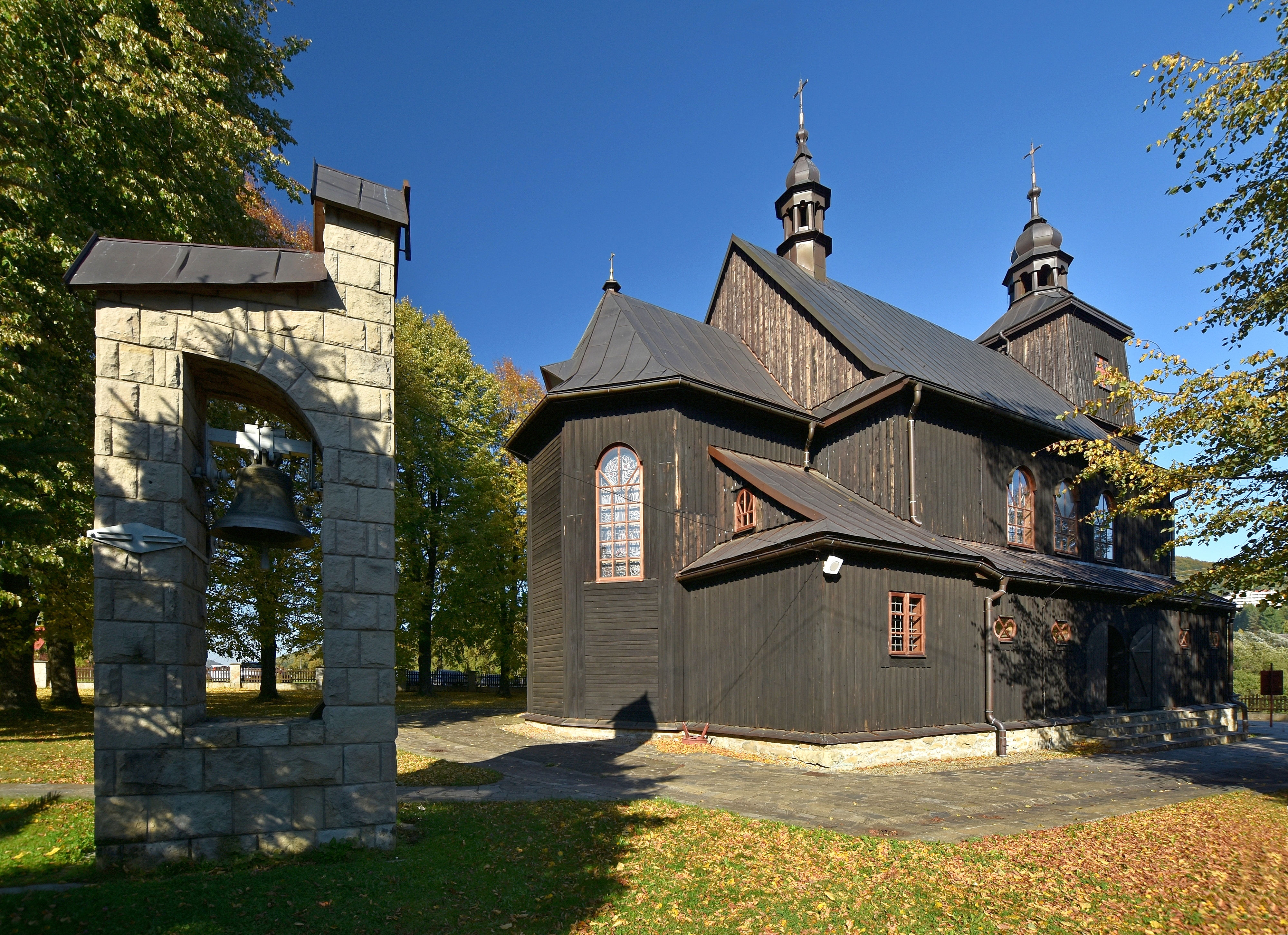
Widok z dzwonnicą od strony prezbiterium
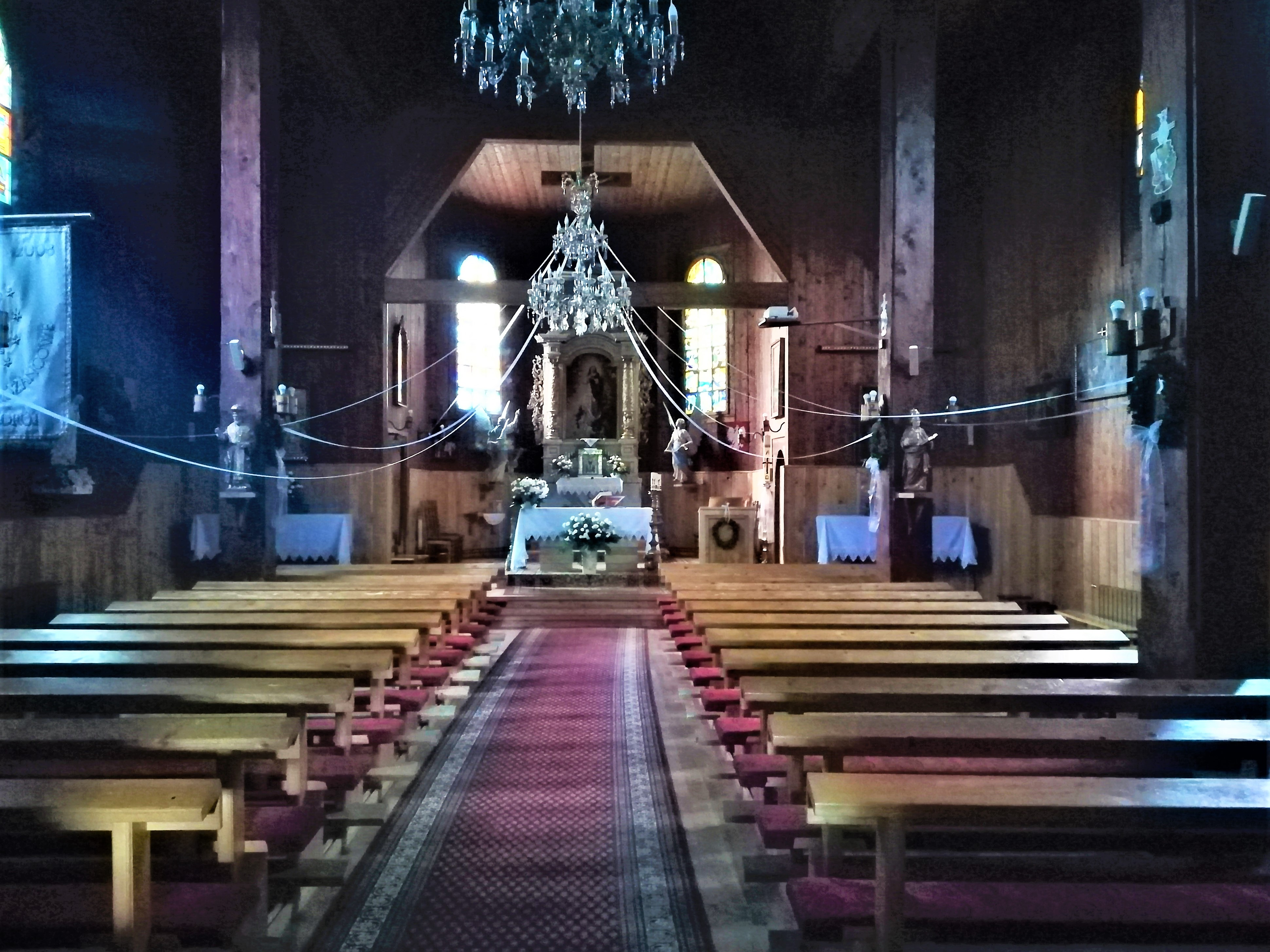
Wnętrze
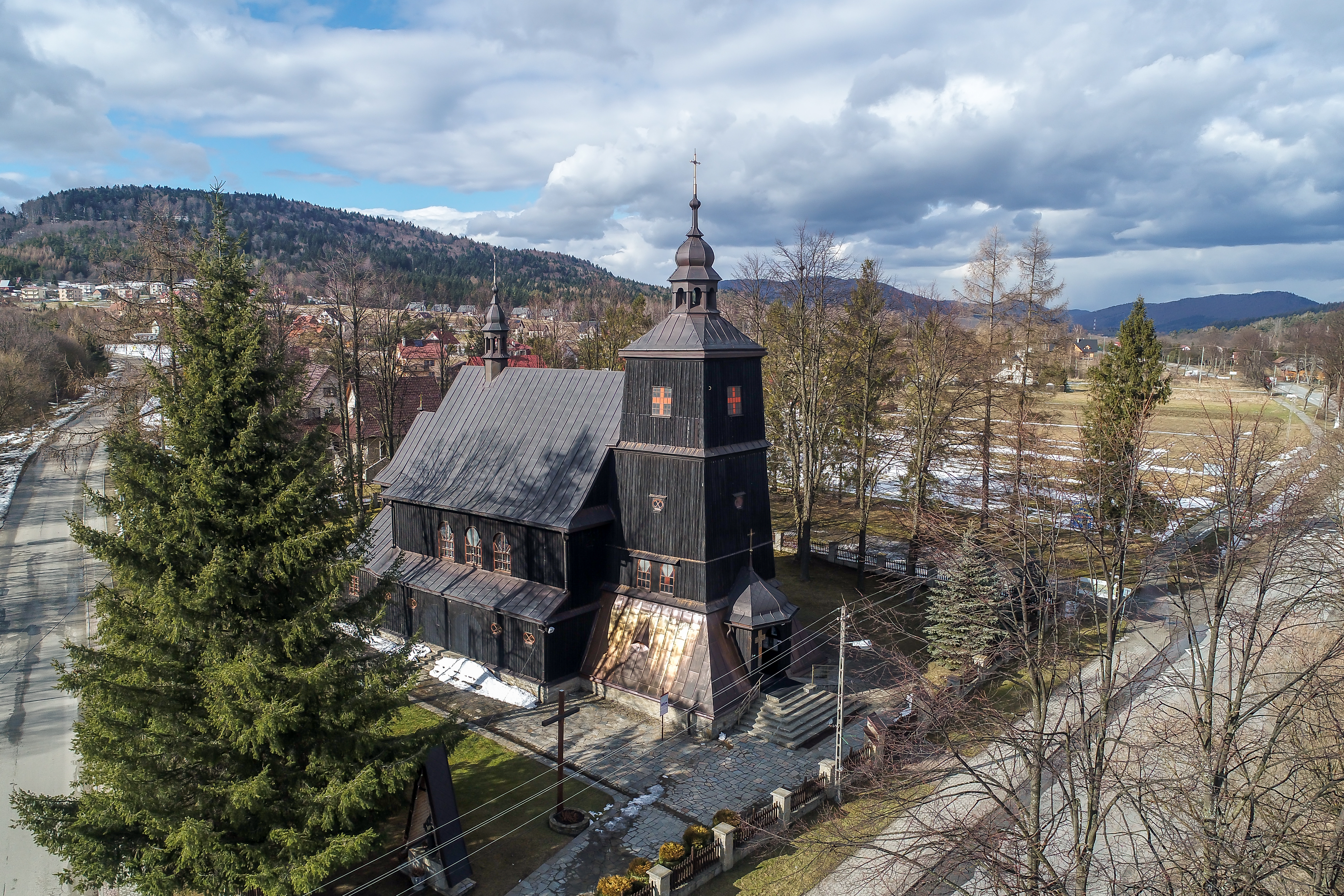
Otoczenie świątyni
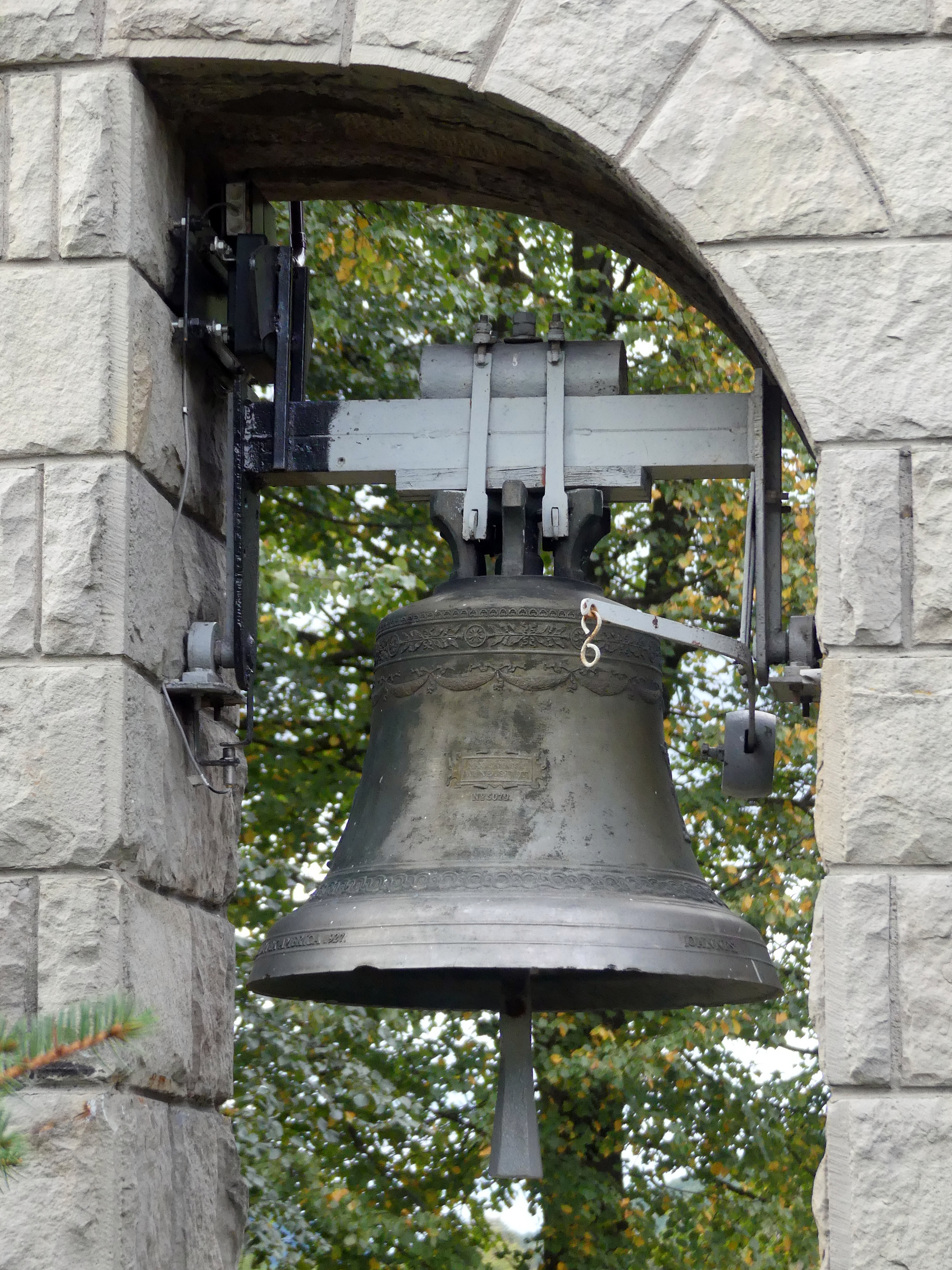
Dzwon w dzwonnicy, dar z Ameryki